# Cerro de la Muerte

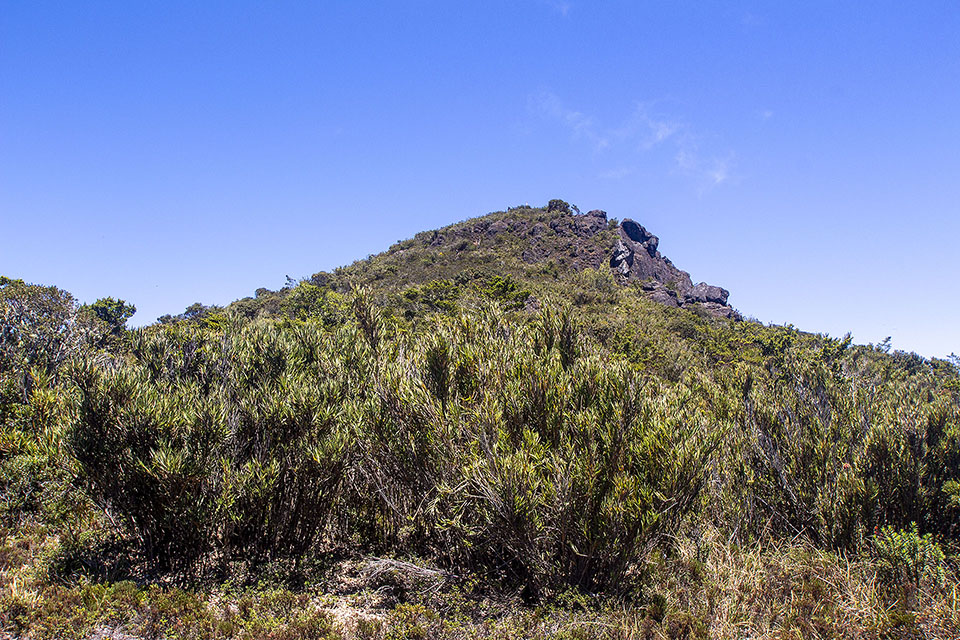
Vista del Cerro Asunción desde el sureste. Provincia de San José. Costa Rica.

El Cerro Buena Vista, también llamado popularmente Cerro de la Muerte, es un macizo de 3491 metros de altitud que forma parte de la Cordillera de Talamanca, en el eje montañoso central de Costa Rica, en las provincias de Cartago y San José. El lugar se caracteriza por el clima frío (1 °C a 13 °C) y la vegetación de robles, encinos y páramo. 
Los cerros más destacados de la región son: Buenavista, Frío, Páramo (en Pérez Zeledón), Sákira, Sábila, Zacatales, Asunción (en Paraíso), Vueltas, Estaquero, Jaboncillos, Dota y El Guarco.
A él se llega a través de la Carretera Interamericana Sur, siendo el punto de mayor altitud de la carretera, aproximadamente 3 345 m s. n. m.
El cerro fue la ruta peatonal de los pioneros del Valle de El General en el sur del país, dando origen a leyendas las cuales decían que el cerro había matado de frío muchos campesinos que lo atravesaban, de allí su nombre.